# Río Amajac
El río Amajac es una corriente de agua del estado de Hidalgo, situado en el centro de México.
Nace en la Sierra de Pachuca, en los municipios de Omitlán de Juárez y Mineral del Chico, por los arroyos Bandola, General y Aguacate. A la altura de Tezahuapa, en el municipio de Atotonilco el Grande, el río Amajac toma este nombre, para continuar con dirección noroeste pasando por la localidad de Santa María Amajac.
Sirve como límite de los municipios de Atotonilco el Grande y Actopan; para pasar al municipio de Metztitlán, pasando por las localidades de San Juan Tlatepexi, San Pedro Ayotoxtla y San Pablo Tetlapayac. Pasando al municipio de Eloxochitlán en la localidad de Itztacapa recibe las aguas del río Tolantongo; cerca del poblado San Juan Amajaque recibe las aguas del río Metztitlán.
Pasando al municipio de Tlahuiltepa y sirve como frontera de entre Tlahuiltepa y los municipios de Jacala de Ledezma y La Misión; así como frontera entre Tepehuacán de Guerrero y Chapulhuacán, pasando al estado de San Luis de Potosí, en Tamazunchale se une al río Moctezuma.
Los principales afluentes del río Amajac por la margen izquierda se conocen como arroyo Bandola, río General, río Aguacate, río Ocotillos, arroyo El Chico y Magdalena, arroyo Gualulo, arroyo Milpitas, río San Nicolás, arroyo El Senthe, río Carrizal y el río Tolantongo; Hacia la margen derecha, provenientes de la meseta de Huasca Zoquital, los arroyos intermitentes de La Luna y Xhate. Posee una longitud de 327 km y una altitud de 1063 m sobre el nivel del mar.